# وادی النعیم
وادی النعیم (به عربی: وادی النعیم) یک روستا در سوریه است که در استان ریف دمشق واقع شده‌است. وادی النعیم ۱۲۵ نفر جمعیت دارد.